# Tampico (Illinois)

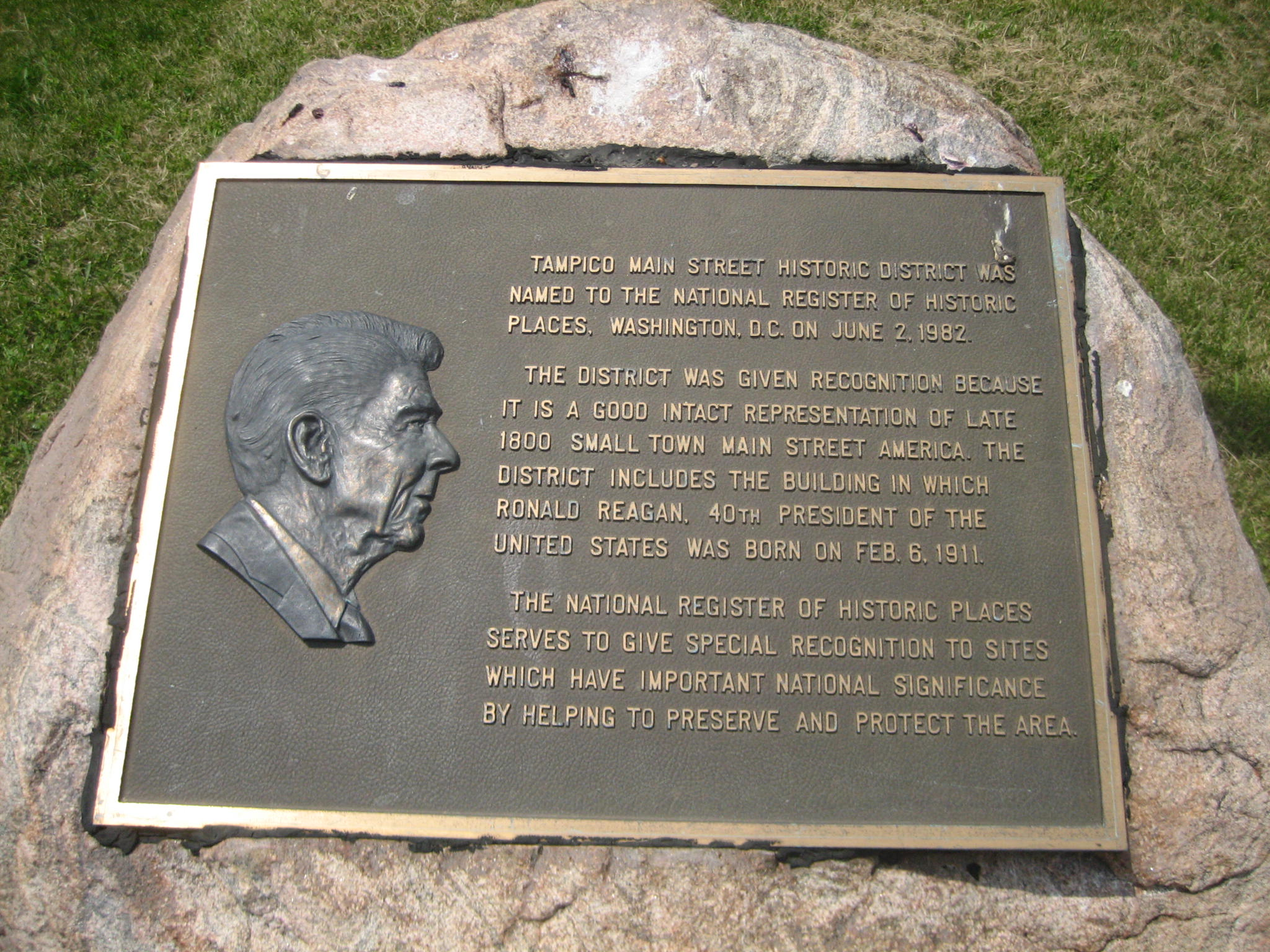
Gedenkplaat voor Ronald Reagan

Tampico is een plaats (village) in de Amerikaanse staat Illinois, en valt bestuurlijk gezien onder Whiteside County. Main Street in Tampico vormt een historisch district, aangezien voormalig president Ronald Reagan hier in 1911 geboren is. Hij werd geboren in een appartement van twee verdiepingen boven een bank.

## Demografie
Bij de volkstelling in 2000 werd het aantal inwoners vastgesteld op 772. In 2006 is het aantal inwoners door het United States Census Bureau geschat op 741, een daling van 31 (-4,0%).

## Geografie
Volgens het United States Census Bureau beslaat de plaats een oppervlakte van 1,0 km², geheel bestaande uit land.

## Plaatsen in de nabije omgeving
De onderstaande figuur toont nabijgelegen plaatsen in een straal van 16 km rond Tampico.

## Geboren
- Joseph M. Reeves (1872-1948), admiraal in de United States Navy
- Ronald Reagan (1911-2004), 40e president van de Verenigde Staten en acteur